# Autoridade de Museus do Catar

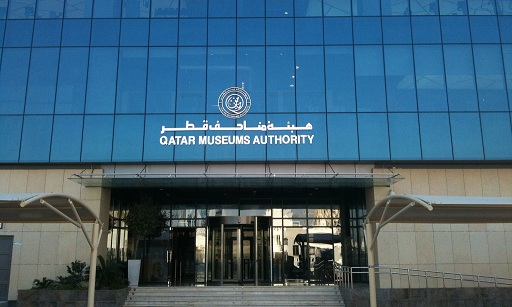
Sede da QM.

A Autoridade de Museus do Catar (QM) é o órgão responsável pelo gerenciamento e desenvolvimento dos museus do Catar, sendo presidido pela Sheikha al Mayassa.

## História
Em 2011, o trabalho da QM permitiu ao Catar ingressar no Comitê do Patrimônio Mundial da UNESCO. Em agosto do mesmo ano, a QM recrutou Edward Dolman, gerente geral da casa de leilões Christie's por mais de uma década, para assumir a administração do escritório de compra de obras de arte. Também em 2011, a QM estabeleceu uma cooperação com o museu de Versalhes para treinar jovens catarianos em artesanato. Em setembro de 2011, a QM assinou um contrato de US $ 434 milhões com a filial de construção da empresa coreana Hyundai para a construção do Museu Nacional do Catar, cujo arquiteto é o francês Jean Nouvel.
Em agosto de 2013, a Autoridade de Museus do Catar mudou de status: o órgão de gestão dos museus do Catar tornou-se um instituto privado e não é mais propriedade do Estado.
Em abril de 2014, Edward Dolman renunciou ao Instituto do Catar. Em junho, o QM co-organiza a 38ª sessão do Comitê do Patrimônio Mundial da UNESCO em Doha e faz uma doação de US$ 10 milhões à UNESCO para contribuir com seu esforço de conservação de sítios ameaçados.

## Política cultural
A QM é um dos principais implementadores das políticas culturais do Catar, em cooperação com o Ministério da Cultura, Artes e Patrimônio.
A missão de Sheikha Al Mayassa é que os Museus do Catar transformem o país em uma potência cultural. The Economist informou que um administrador disse: "Acima de tudo, queremos que o QMA seja um 'instigador cultural', um catalisador de projetos artísticos em todo o mundo".

### Composição do Comitê do Patrimônio Mundial da UNESCO
A Autoridade de Museus do Catar foi a líder da candidatura bem-sucedida do Catar para ingressar no Comitê do Patrimônio Mundial da UNESCO em 2011. O Catar também teve seu primeiro local integrante do patrimônio mundial, o sítio arqueológico de Al Zubarah, inscrito durante a sessão da tarde do Comitê do Patrimônio Mundial da UNESCO em 22 de junho de 2013 em Phnom Penh, Camboja.